# Partecipanti al Giro dell'Emilia 2023
Elenco dei partecipanti al Giro dell'Emilia 2023.
Il Giro dell'Emilia 2023 è stata la centoseiesima edizione della corsa. Alla competizione presero parte 25 squadre: 16 con licenza UCI World Tour 2023, 6 dell'UCI ProTeam e 3 UCI Continental Team.
Partenza con 173 ciclisti accreditati.

## Corridori per squadra
Nota: R ritirato, NP non partito, FT fuori tempo, SQ squalificato
| Movistar Team                   | Movistar Team            | Movistar Team            | AG2R Citroën Team                 | AG2R Citroën Team                 | AG2R Citroën Team                 | Alpecin-Deceuninck    | Alpecin-Deceuninck    | Alpecin-Deceuninck    |
| ------------------------------- | ------------------------ | ------------------------ | --------------------------------- | --------------------------------- | --------------------------------- | --------------------- | --------------------- | --------------------- |
| N°                              | Ciclista                 | Clas.                    | N°                                | Ciclista                          | Clas.                             | N°                    | Ciclista              | Clas.                 |
| 1                               | Enric Mas                | 4°                       | 11                                | Ben O'Connor                      | 11°                               | 21                    | Stefano Oldani        | 46°                   |
| 2                               | William Barta            | 75°                      | 12                                | Nicolas Prodhomme                 | 73°                               | 22                    | Alex Bogna            | R                     |
| 3                               | Imanol Erviti            | R                        | 13                                | Valentin Paret-Peintre            | 82°                               | 23                    | Kristian Sbaragli     | 44°                   |
| 4                               | Matteo Jorgenson         | 19°                      | 14                                | Clément Berthet                   | 51°                               | 24                    | Nicola Conci          | 74°                   |
| 5                               | Gregor Mühlberger        | 70°                      | 15                                | Felix Gall                        | 28°                               | 25                    | Quinten Hermans       | R                     |
| 6                               | Óscar Rodríguez          | 65°                      | 16                                | Aurélien Paret-Peintre            | 50°                               | 27                    | Michael Gogl          | 45°                   |
| 7                               | Oier Lazkano             | R                        | 17                                | Killian Verschuren                | 95°                               |                       |                       |                       |
| Astana Qazaqstan Team           | Astana Qazaqstan Team    | Astana Qazaqstan Team    | Bora-Hansgrohe                    | Bora-Hansgrohe                    | Bora-Hansgrohe                    | Cofidis               | Cofidis               | Cofidis               |
| N°                              | Ciclista                 | Clas.                    | N°                                | Ciclista                          | Clas.                             | N°                    | Ciclista              | Clas.                 |
| 31                              | Samuele Battistella      | 54°                      | 41                                | Emanuel Buchmann                  | R                                 | 51                    | Harrison Wood         | R                     |
| 32                              | Harold Tejada            | 26°                      | 42                                | Patrick Konrad                    | R                                 | 52                    | Rubén Fernández       | 59°                   |
| 33                              | Antonio Nibali           | R                        | 43                                | Giovanni Aleotti                  | R                                 | 53                    | Victor Lafay          | R                     |
| 34                              | Simone Velasco           | 20°                      | 44                                | Lennard Kämna                     | R                                 | 54                    | Axel Mariault         | 89°                   |
| 35                              | David de la Cruz         | 64°                      | 45                                | Anton Palzer                      | R                                 | 55                    | Guillaume Martin      | 43°                   |
| 36                              | Gianmarco Garofoli       | 90°                      | 46                                | Aleksandr Vlasov                  | 6°                                | 56                    | François Bidard       | R                     |
| 37                              | Christian Scaroni        | R                        | 47                                | Sergio Higuita                    | 38°                               | 57                    | Rémy Rochas           | R                     |
| EF Education-EasyPost           | EF Education-EasyPost    | EF Education-EasyPost    | Groupama-FDJ                      | Groupama-FDJ                      | Groupama-FDJ                      | Ineos Grenadiers      | Ineos Grenadiers      | Ineos Grenadiers      |
| N°                              | Ciclista                 | Clas.                    | N°                                | Ciclista                          | Clas.                             | N°                    | Ciclista              | Clas.                 |
| 61                              | Richard Carapaz          | 7°                       | 71                                | Matthieu Ladagnous                | R                                 | 81                    | Ben Swift             | R                     |
| 62                              | James Shaw               | R                        | 72                                | Thibaut Pinot                     | 36°                               | 82                    | Brandon Rivera        | R                     |
| 63                              | Diego Camargo            | 81°                      | 73                                | Quentin Pacher                    | 68°                               | 83                    | Carlos Rodríguez      | 18°                   |
| 64                              | Rigoberto Urán           | 29°                      | 74                                | Lars van den Berg                 | R                                 | 84                    | Salvatore Puccio      | R                     |
| 65                              | Esteban Chaves           | 32°                      | 75                                | Romain Grégoire                   | 94°                               | 85                    | Pavel Sivakov         | 78°                   |
| 66                              | Andrea Piccolo           | 72°                      | 76                                | Lenny Martinez                    | 23°                               | 86                    | Ben Turner            | 77°                   |
| 67                              | Mikkel Honoré            | R                        | 77                                | Lorenzo Germani                   | 93°                               | 87                    | Thymen Arensman       | R                     |
| Jumbo-Visma                     | Jumbo-Visma              | Jumbo-Visma              | Lidl-Trek                         | Lidl-Trek                         | Lidl-Trek                         | Soudal Quick-Step     | Soudal Quick-Step     | Soudal Quick-Step     |
| N°                              | Ciclista                 | Clas.                    | N°                                | Ciclista                          | Clas.                             | N°                    | Ciclista              | Clas.                 |
| 91                              | Primož Roglič            | 1°                       | 101                               | Giulio Ciccone                    | 8°                                | 111                   | Julian Alaphilippe    | 34°                   |
| 92                              | Koen Bouwman             | 85°                      | 102                               | Jacopo Mosca                      | R                                 | 112                   | Fausto Masnada        | 31°                   |
| 93                              | Sam Oomen                | 83°                      | 103                               | Juan Pedro López                  | R                                 | 113                   | Andrea Bagioli        | 21°                   |
| 94                              | Gijs Leemreize           | R                        | 104                               | Filippo Baroncini                 | 61°                               | 114                   | James Knox            | R                     |
| 95                              | Tiesj Benoot             | 13°                      | 105                               | Mathias Vacek                     | R                                 | 115                   | Ilan Van Wilder       | 87°                   |
| 96                              | Attila Valter            | 41°                      | 106                               | Natnael Tesfatsion                | R                                 | 116                   | Mauri Vansevenant     | 91°                   |
| 97                              | Jan Tratnik              | 84°                      | 107                               | Dario Cataldo                     | R                                 | 117                   | Mauro Schmid          | R                     |
| Team Arkéa-Samsic               | Team Arkéa-Samsic        | Team Arkéa-Samsic        | Team DSM-Firmenich                | Team DSM-Firmenich                | Team DSM-Firmenich                | Team Jayco AlUla      | Team Jayco AlUla      | Team Jayco AlUla      |
| N°                              | Ciclista                 | Clas.                    | N°                                | Ciclista                          | Clas.                             | N°                    | Ciclista              | Clas.                 |
| 121                             | Alessandro Verre         | 37°                      | 131                               | Romain Bardet                     | 17°                               | 141                   | Lucas Hamilton        | R                     |
| 122                             | Maxime Bouet             | R                        | 132                               | Kevin Vermaerke                   | R                                 | 142                   | Welay Berhe           | 76°                   |
| 123                             | Kévin Ledanois           | R                        | 133                               | Chris Hamilton                    | 42°                               | 143                   | Chris Harper          | 25°                   |
| 124                             | Warren Barguil           | 10°                      | 134                               | Florian Stork                     | 49°                               | 144                   | Simon Yates           | 3°                    |
| 125                             | Louis Barré              | 40°                      | 135                               | Andreas Leknessund                | R                                 | 145                   | Filippo Zana          | 30°                   |
| 126                             | C. Champoussin           | 12°                      | 136                               | Romain Combaud                    | R                                 | 146                   | Lawson Craddock       | R                     |
| 127                             | Ewen Costiou             | 33°                      | 137                               | Patrick Bevin                     | R                                 | 147                   | Jesús David Peña      | 66°                   |
| UAE Team Emirates               | UAE Team Emirates        | UAE Team Emirates        | Bingoal WB                        | Bingoal WB                        | Bingoal WB                        | Corratec Selle Italia | Corratec Selle Italia | Corratec Selle Italia |
| N°                              | Ciclista                 | Clas.                    | N°                                | Ciclista                          | Clas.                             | N°                    | Ciclista              | Clas.                 |
| 151                             | Diego Ulissi             | 27°                      | 161                               | Dimitri Peyskens                  | R                                 | 171                   | Karel Vacek           | R                     |
| 152                             | Rafał Majka              | 80°                      | 162                               | Marco Tizza                       | R                                 | 172                   | Marco Murgano         | R                     |
| 153                             | Juan Ayuso               | R                        | 163                               | Floris De Tier                    | R                                 | 173                   | Matteo Amella         | R                     |
| 154                             | Tadej Pogačar            | 2°                       | 164                               | Alexis Guérin                     | 24°                               | 174                   | Etienne van Empel     | 52°                   |
| 155                             | Jay Vine                 | 79°                      | 165                               | Lennert Teugels                   | 56°                               | 175                   | Nicolás Tivani        | R                     |
| 156                             | Adam Yates               | 9°                       | 166                               | Aaron Van der Beken               | R                                 | 176                   | Valerio Conti         | 39°                   |
| 157                             | Felix Großschartner      | R                        | 167                               | Louka Matthys                     | 58°                               | 177                   | Andrij Ponomar        | R                     |
| Eolo-Kometa Cycling Team        | Eolo-Kometa Cycling Team | Eolo-Kometa Cycling Team | Green Project-BardianiCSF-Faizanè | Green Project-BardianiCSF-Faizanè | Green Project-BardianiCSF-Faizanè | Israel-Premier Tech   | Israel-Premier Tech   | Israel-Premier Tech   |
| N°                              | Ciclista                 | Clas.                    | N°                                | Ciclista                          | Clas.                             | N°                    | Ciclista              | Clas.                 |
| 181                             | Lorenzo Fortunato        | 15°                      | 191                               | Giulio Pellizzari                 | R                                 | 201                   | Jakob Fuglsang        | 60°                   |
| 182                             | Mattia Bais              | R                        | 192                               | Alessio Martinelli                | R                                 | 202                   | Nick Schultz          | R                     |
| 183                             | Diego Sevilla            | 55°                      | 193                               | Alessandro Santaromita            | 63°                               | 203                   | Dylan Teuns           | 62°                   |
| 184                             | Álex Martín              | 88°                      | 194                               | Alex Tolio                        | 47°                               | 204                   | Marco Frigo           | R                     |
| 185                             | Davide De Cassan         | 92°                      | 195                               | Riccardo Lucca                    | 97°                               | 205                   | Domenico Pozzovivo    | 14°                   |
| 186                             | Andrea Garosio           | 67°                      | 196                               | Edgar Cadena                      | 86°                               | 206                   | Stephen Williams      | 22°                   |
| 187                             | Davide Piganzoli         | 16°                      | 197                               | Luca Cavallo                      | 48°                               | 207                   | Michael Woods         | 5°                    |
| Q36.5 Pro Cycling Team          | Q36.5 Pro Cycling Team   | Q36.5 Pro Cycling Team   | Beltrami TSA Tre Colli            | Beltrami TSA Tre Colli            | Beltrami TSA Tre Colli            | GW Shimano-Sidermec   | GW Shimano-Sidermec   | GW Shimano-Sidermec   |
| N°                              | Ciclista                 | Clas.                    | N°                                | Ciclista                          | Clas.                             | N°                    | Ciclista              | Clas.                 |
| 211                             | Negasi Haylu Abreha      | R                        | 221                               | Andrea Piras                      | R                                 | 231                   | Andrés Mancipe        | R                     |
| 212                             | Gianluca Brambilla       | 35°                      | 222                               | Thomas Pesenti                    | R                                 | 232                   | Jeferson Ruiz         | R                     |
| 213                             | Walter Calzoni           | 53°                      | 223                               | Matteo Freddi                     | R                                 | 233                   | Jonathan Guatibonza   | R                     |
| 214                             | Marcel Camprubi          | R                        | 224                               | Giacomo Tagliavini                | R                                 | 234                   | Alessandro Bisolti    | R                     |
| 215                             | Mark Donovan             | 69°                      | 225                               | Edoardo Burani                    | R                                 | 235                   | Filippo Tagliani      | R                     |
| 216                             | Alessandro Fedeli        | R                        | 226                               | Alex Raimondi                     | R                                 | 236                   | Santiago Umba         | 57°                   |
|                                 |                          |                          | 227                               | Andrea Biancalani                 | R                                 | 237                   | Alejandro Osorio      | 71°                   |
| Team Technipes #inEmiliaRomagna |                          |                          |                                   |                                   |                                   |                       |                       |                       |
| N°                              | Ciclista                 | Clas.                    |                                   |                                   |                                   |                       |                       |                       |
| 241                             | Emanuele Ansaloni        | R                        |                                   |                                   |                                   |                       |                       |                       |
| 242                             | Stefano Masoni           | R                        |                                   |                                   |                                   |                       |                       |                       |
| 243                             | Matteo Montefiori        | R                        |                                   |                                   |                                   |                       |                       |                       |
| 244                             | Andrea Innocenti         | 96°                      |                                   |                                   |                                   |                       |                       |                       |
| 245                             | Alessandro Monaco        | R                        |                                   |                                   |                                   |                       |                       |                       |
| 246                             | Martin Nessler           | R                        |                                   |                                   |                                   |                       |                       |                       |
| 247                             | Gabriele Petrelli        | R                        |                                   |                                   |                                   |                       |                       |                       |